# Casa de Oriente

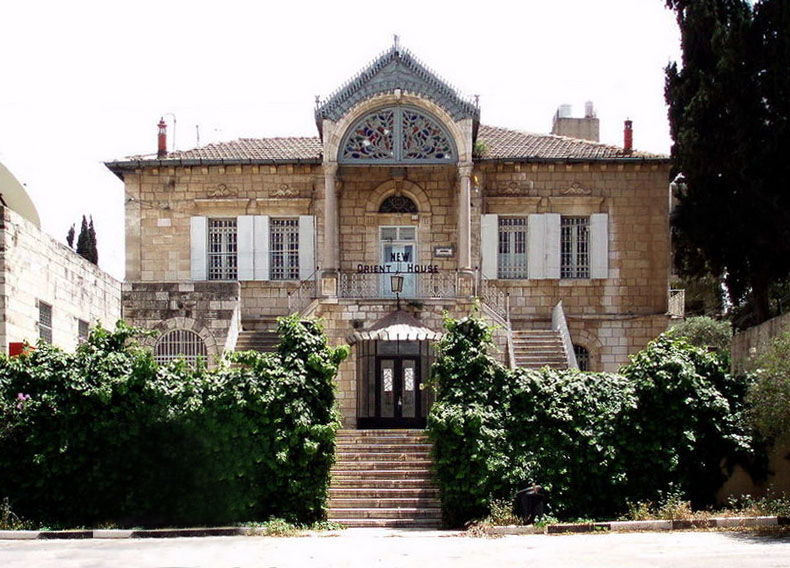
Orient House en Jerusalén Este.

Orient House (en árabe: بيت الشرق‎; bayt ʾal-šarq), o Casa de Oriente en español, es el nombre de un edificio emblemático situado en Jerusalén Este. La casa fue construida a finales del siglo XIX como residencia de la familia Husseini (o Husayni), una antigua y conocida familia palestina de Jerusalén, y sirvió en ocasiones para hospedar o agasajar a dignatarios extranjeros.
En la década de 1980 y 1990, fue la sede de la Sociedad de Estudios Árabes, un centro de documentación presidido por Faisal Husseini, principal dirigente palestino de Jerusalén oriental y miembro del Comité ejecutivo de la Organización para la Liberación de Palestina (OLP), y fue también sede de la delegación palestina para las negociaciones de paz que se iniciaron tras la Conferencia de Madrid en 1991. Actuaba como oficina diplomática de la OLP en Jerusalén y albergaba las oficinas de sus comités técnicos encargados de construir el futuro Estado palestino. Tras varios intentos infructuosos, Orient House y sus diversos organismos fueron cerrados por las autoridades israelíes en 2001.

## Historia

### De finales delsigloXIXa la década de 1970
La casa fue construida en 1897 por Ismail al-Husseini y es desde entonces propiedad de la familia Al-Husseini. Destinada en un principio a servir de residencia familial, fue utilizada en ocasiones para recibir a dignatarios extranjeros como el káiser Guillermo II de Alemania en 1898, y el emperador de Etiopía Haile Selassie en 1936.
El Orient House está situado en el barrio de Sheikh Jarrah, al norte de la Ciudad Vieja de Jerusalén. Gran parte de las propiedades cercanas a la casa han pertenecido a la familia Husseini, como el conocido Hotel de la Colonia Americana (American Colony Hotel), antiguo palacete de Rabah al-Husayni en el siglo XIX, y la escuela y orfanato Dar el Tifl (Casa del Niño), fundada por Hind al-Husseini en 1948. Durante la guerra árabe-israelí de 1948, la familia al-Husseini acogió en sus mansiones a refugiados y huérfanos de la masacre de Deir Yassin, así como una clínica para árabes heridos en los combates.
Tras la guerra, el Orient House quedó al este de la línea del alto el fuego, en el área bajo control jordano. Entre 1949 y 1950, albergó la sede provisional de la Agencia de Naciones Unidas para los Refugiados de Palestina en Oriente Próximo (UNRWA), recién creada. Dos años más tarde, el dueño de la casa, hijo de su fundador, la convirtió en un hotel llamado The New Orient House y construyó un añadido en la parte trasera del edificio para oficinas. Tras la guerra de los Seis Días en 1967 y la conquista de Jerusalén Este por Israel, el declive del turismo hizo que se cerrase el hotel y que la casa volviese a ser residencia familial. Para sufragar los gastos de mantenimiento, la planta superior de la casa fue alquilada de nuevo a la UNRWA, y en los años 1970 una de las oficinas de la parte trasera del edificio fue alquilada a una productora de cine israelí.

### De 1980 a 2001
En 1980, Faisal Husseini creó la Sociedad de Estudios Árabes (Arab Studies Society), un centro de investigación y de documentación dedicado a la historia cultural y política de los palestinos, y cercano a la OLP. La Sociedad alquiló parte del edificio en 1983. A partir de esta fecha el Orient House, aparte de su actividad investigadora, ocupó un lugar cada vez más destacado en la construcción institucional de la sociedad civil palestina jerosolimitana, llenando el vacío creado por la disolución en 1967 del ayuntamiento árabe y de otras instituciones palestinas por el gobierno israelí. Se convirtió en una referencia política e institucional no solo para los palestinos de Jerusalén sino también para el resto de los territorios ocupados. Esta situación hizo que los sucesivos gobiernos israelíes libraran una dura batalla contra la Sociedad y su presidente; Faisal al-Husseini fue arrestado en repetidas ocasiones y varias órdenes judiciales obligaron al cierre de las actividades de Orient House.
En 1988, durante la Intifada, Israel cerró el Orient House «por razones de seguridad» y prohibió que la OLP desarrollara actividades allí. Estas se reanudaron casi cuatro años más tarde, en 1991-1992, cuando Faisal Huseini la volvió a alquilar. Gracias a las aportaciones de donantes extranjeros, rehabilitó el edificio y creó servicios en Jerusalén al margen del gobierno israelí, de la red institucional islámica y de la Autoridad Palestina. Después de la Conferencia de Paz de Madrid en 1991, en el Orient House se empezaron a atender reclamaciones de palestinos a los que se les había incautado sus tierras, se les había demolido sus casas o confiscado sus documentos de identidad. Huseini intentaba crear una municipalidad palestina paralela en Jerusalén Este, que se encargaría de organizar la educación, renovar escuelas, y desarrollar infraestructuras como el suministro de agua y de electricidad.
En paralelo, el Orient House retomó su papel de institución diplomática, y jugó un papel determinante en las diversas negociaciones de paz que se entablaron en la década de los años 1990. Bajo la batuta Faisal al-Husseini, allí tenía su cuartel general la delegación palestina de la Conferencia de Paz de Madrid, que salió de Orient House camino de Madrid a finales de 1991.
La institución fue en un primer tiempo tolerada por las autoridades israelíes. En los intercambios que precedieron los acuerdos de Oslo de 1993, el ministro de Asuntos Exteriores Shimon Peres declaró en una carta enviada a su homólogo noruego, Jorgen Holst, que «las instituciones palestinas de Jerusalén Este y los intereses y el bienestar de la población palestina tienen gran importancia y serán preservados». Tras las duras protestas de la oposición israelí –entonces el Likud— cuando se reveló la existencia de esta carta en 1994, el primer ministro Yitzhak Rabin envió al ministro de la Policía, Moshe Shajal, a tranquilizar a Faisal Husseini, que encabezaba el Orient House, para garantizarle que «el estatuto de las instituciones palestinas será similar al existente desde la conferencia de Madrid».
Desde su campaña electoral de 1996, el primer ministro, Benjamín Netanyahu afirmó reiteradamente que estas actividades amenazaban la soberanía israelí en la ciudad poniendo en entredicho el carácter judío de una "capital indivisible", y que además eran actividades políticas que violaban los acuerdos de Oslo de 1993. Orient House se consideraba un auténtico cuartel general palestino en Jerusalén oriental y, para los israelíes, el cuartel general de la OLP en esta parte de la ciudad así como el Ministerio de Asuntos Exteriores de Yaser Arafat. En mayo de 1999, Nethanyahu ordenó cerrar el Orient House, mientras la comunidad internacional avisaba de que «semejante paso sería valorado muy negativamente». El mismo día, el Tribunal Supremo israelí suspendió la orden de cierre, considerando que la oficina palestina no lesionaba la seguridad de Israel.
Cuando Ehud Olmert ocupaba el cargo de alcalde de Jerusalén, protestó reiteradamente contra el funcionamiento del Orient House negándose a negociar con Faisal Huseini y reclamándole 300.000 USD en concepto de impuestos municipales. Huseini se negó alegando que Orient House, como institución diplomática, estaba exenta.

### Del cierre a 2012
En agosto de 2001, dos días después del atentado terrorista perpetrado por un palestino suicida en la pizzería Sbarro de Jerusalén, y unos meses después del fallecimiento de Faisal Huseini, el gabinete israelí aprobó cerrar el Orient House. Ariel Sharon decidió que ante la perspectiva de unas represalias israelíes masiva y posiblemente sangrientas, las condiciones eran más favorables que nunca para que Israel procediera al cierre de Orient House por la fuerza. El edificio fue asaltado por las fuerzas de seguridad israelíes que declararon haber encontrado documentos que probaban que los servicios de seguridad palestinos habían operado ilegalmente en Jerusalén, una lista de residentes árabes detenidos por agentes palestinos, y un subfusil israelí Uzi robado. Los efectos confiscados por las autoridades israelíes incluían pertenencias personales, información confidencial sobre el tema de Jerusalén, documentos relativos a la conferencia de Madrid de 1991 y la colección de fotografías de la Sociedad de Estudios Árabes (Arab Studies Society). Los libros y los documentos personales de Faisal Huseini fueron incautados. Otras nueve instituciones palestinas de Jerusalén Oriental, como el complejo de la casa del Gobernador en Abu Dis, fueron clausuradas y registradas en la misma operación.
En enero de 2010, en una reunión del Cuarteto de Madrid, los representantes de la Unión Europea y de Rusia pidieron que se volviese a abrir Orient House y otras instituciones palestinas de Jerusalén Este, a fin de que la Autoridad Palestina se sentara de nuevo en la mesa de negociación. La petición se hizo después de que George J. Mitchell informara a los participantes en la reunión de que los representantes palestinos habían insistido en que no retomarían las negociaciones mientras Israel no parase la creación de asentamientos israelíes en la parte oriental de la ciudad.
El cierre de Orient House es renovado cada 6 meses por el gobierno israelí. En 2003, tanto el secretario general del partido laborista israelí, Ophir Pines-Paz, como el ministro del gobierno palestino Yasser Abed Rabbo, declararon que el cierre del Orient House constituía una violación de la Hoja de ruta para la paz acordada en 2003.
En agosto de 2012, la Unión Europea lamentó la nueva prórroga de la orden de cierre de 2001, considerando que se deberían autorizar los servicios que proporcionan estas instituciones a la población palestina en cumplimiento de la hoja de ruta.